# Ruby Bute
Ruby Angelica Bute (Aruba, 13 januari 1943 - Sint Maarten, 5 november 2024) was een beeldend kunstenaar, verhalenverteller, dichter en schrijver van Sint Maarten. Met haar dichtbundel Golden Voices of S'maatin werd zij in 1989 de eerste vrouw die een boek publiceerde in het eiland Sint Maarten. Bute wordt wel "grande dame van de culturele kunsten van St. Maarten", "Lady Ruby Bute" of "Mama Bute" genoemd.

## Leven en werk
Ruby Bute werd geboren op Aruba uit ouders afkomstig van het Nederlandse deel van het  eiland Sint Maarten. Ze waren naar Aruba verhuisd waar haar vader als brandweerman kon werken. Als jonge vrouw op Aruba trouwde Bute, kreeg ze twee kinderen en scheidde vervolgens. Uiteindelijk overtuigde haar familie, die al terug was verhuisd naar Sint Maarten, haar om zich bij hen te voegen. Nadat ze in 1976 op het eiland was aangekomen, vestigde ze zich aan de Franse zijde van het eiland, in Marigot. In de loop der jaren woonde en werkte ze op beide delen van het eiland totdat ze zich in Friar's Bay vestigde en daar in 2009 de Ruby Bute Silk Cotton Grove Art Gallery opende.

### Beeldend kunstenaar
Bute begon al op jonge leeftijd met schilderen. Ze was grotendeels autodidact, wat soms de aanleiding was om haar werk volkskunst te noemen. Nadat ze naar het Franse deel van het eiland was verhuisd, begon ze haar schilderijen in winkels te verkopen. Ze had haar eerste solotentoonstelling in 1985; het werd beschouwd als de eerste solotentoonstelling op het eiland. Haar schilderijen documenteerden het leven en de cultuur op het eiland in levendige kleuren. Bute gaf les in schilderen aan kinderen in het John Larmonie Center in Philipsburg. Ook gaf ze kunstlessen aan gevangenen en toeristen tijdens hun vakantie op het eiland. Ze werkte vanaf 1986 bij het departement van Cultuur en was de eerste vrouw die naschoolse activiteiten organiseerde voor kinderen op de basisscholen. Ruby Bute werkte vanuit een studio in haar huis in Friar's Bay.

### Schrijver
Bute's korte verhalen en poëzie richtten zich op vrouwenkwesties, met name het leven van Afro-Caribische vrouwen. Haar eerste dichtbundel, Golden Voices of S'maatin, werd in 1989 uitgegeven door House of Nehesi Publishers. Een tweede bundel, Floral Bouquet to the Daughters of Eve, volgde in 1995. Golden Voices of S'maatin wordt beschouwd als het eerste boek dat op het eiland door een vrouw werd gepubliceerd. Het was een bestseller op het eiland en de eerste druk was binnen drie maanden uitverkocht. Een andere bundel, Reflections, werd in 2021 gepubliceerd. Begin 2024 verscheen haar autobiografie Rising Spirit: The Autobiography of Lady Ruby Bute. 
Bute trad ook op als actrice in diverse theaterproducties. Bij haar storytelling maakte ze gebruik van verschillende media, zoals beeldende kunst, poëzie, muziek en spoken word. 

### Erkenning en overlijden
Bute ontving in 2004 een Lifetime Achievement Award van de Collectiviteit van Sint Maarten. In 2005 ontving ze een onderscheiding in de Orde van Oranje-Nassau. In 2019 werd haar schilderij "185-Mile Winds", dat de nasleep van orkaan Irma uitbeeldt, tentoongesteld in verschillende officiële gebouwen in Den Haag, waaronder beide kamers van de Staten-Generaal.
Bute stierf op 5 november 2024, op 81-jarige leeftijd.